# Roberts Creek
Roberts Creek est une Liste des municipalités de Colombie-Britannique située dans la province de la Colombie-Britannique, dans le District régional de Sunshine Coast.